# 小野鵞堂

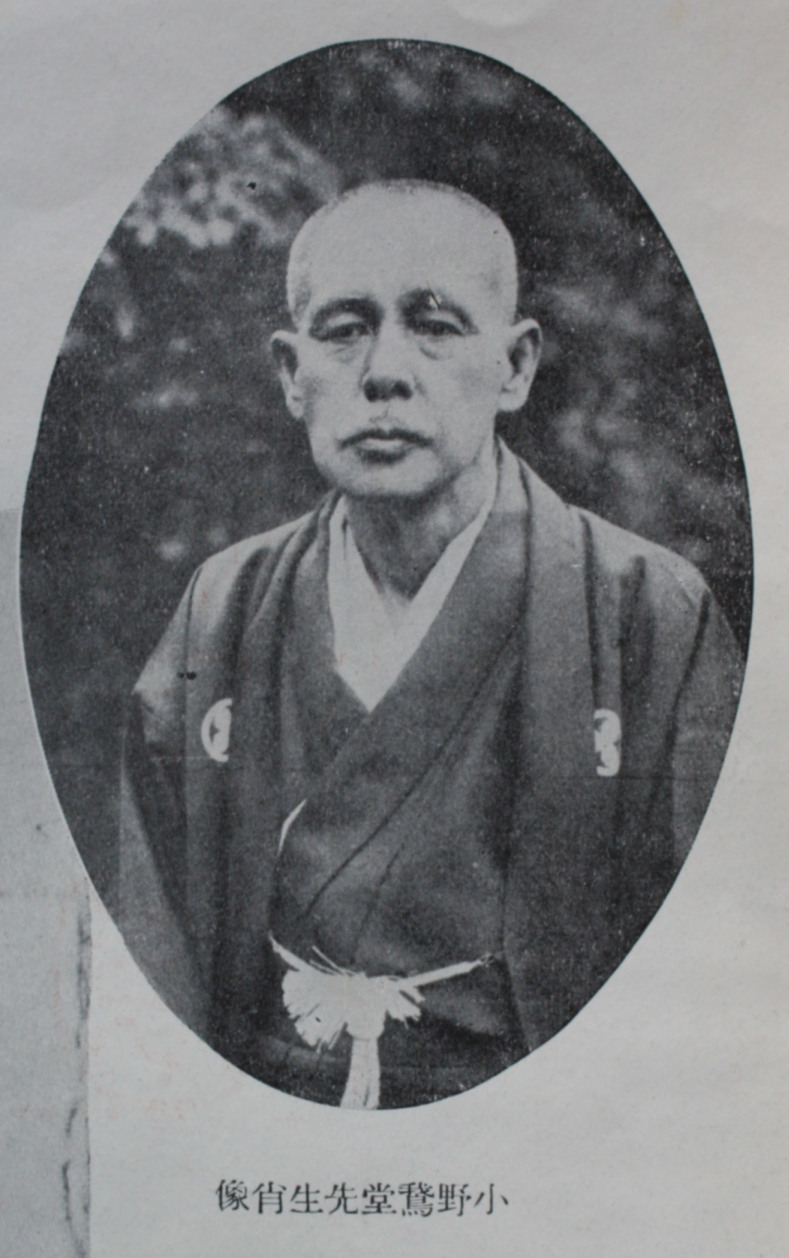
遺像　写真

小野 鵞堂（おの がどう、文久2年2月11日（1862年3月11日） - 大正11年（1922年）12月6日）は、駿河国生まれの書家。名は鐧之助、字は間金、鵞堂は号。別号を斯華翁、斯華書屋主人という。斯華廼舎、二柳居の堂号もある。

## 業績

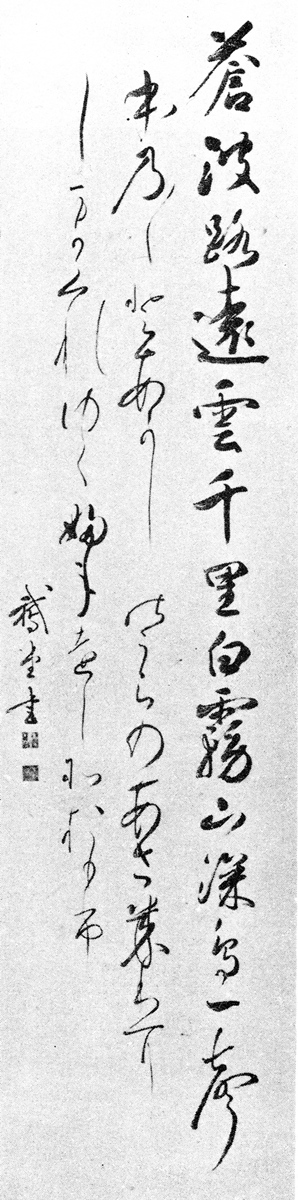
朗詠

明治、大正のかな書道界を代表する大家で、現代のかな書道の基礎を築いた一人である。平安期の草仮名を基底として独自の流麗なスタイルを案出し、その書風は鵞堂流と称され多くの門弟を得た。また「斯華会」を創設し、この組織をもって普及に努めたため、婦人たちで習字をするものはほとんど鵞堂流を習うという盛況を現出した。

## 略歴
文久2年（1862年）駿河国（静岡県）藤枝宿に、田中藩士の武道師範、小野清右衛門成命の長男として生まれる。学問に没頭できる家系であったが、早くに父と死別したため、上京して苦学力行した。成瀬大域に漢籍、小中村清矩に国学の教えを受け、のちに大蔵省の書記となる。書は和様の古筆、名蹟の研究を独学で続け、書の芸域を広めた。
難波津会
明治23年（1890年）に三条梨堂、東久世竹亭などにより「難波津会」（なにはづかい）が創設され、今日のかな書道の基礎を形成する上に大きく貢献した。当時のかな書道における重要な人々はほとんどこの「難波津会」に属しており、これらの人々との交流や古典研究の門戸が開かれた。
斯華会、斯華の友
鵞堂は明治23年「斯華会」を創設し、のちに書道雑誌『斯華の友』を創刊する。当初、隔月刊だったがすぐに月刊となり、その後『書道研究斯華の友』と改名した。内容は鵞堂筆による漢字・かなの手本、競技書成績などがあり、今日の競書雑誌と同じ仕組みの記載になっている。
後継者の急死
大正9年（1920年）鵞堂が次代を託した三男、小鵞が26歳で急死した。そして、その2年後、鵞堂は60歳で没し、「斯華会」は四男、成鵞が跡を継いだ。その他の男子に鹿島建設元副社長の小野威がいる。
| 文久2年  | 1862年 |      | 駿河国藤枝に生まれる。                                                                                       |
| 明治6年  | 1873年 | 12歳 | 上京。 |
| 明治23年 | 1890年 | 28歳 | 『古今集序』を出版する。 昭憲皇太后に『明倫歌集』を歌かるたに書いて献上する。 書道研究「斯華会」を創設する。 |
| 明治24年 | 1891年 | 29歳 | 華族女学校（現学習院女子高等科）教授となる。                                                                 |
| 明治25年 | 1892年 | 30歳 | 『書法大意』を出版する。                                                                                     |
| 明治33年 | 1900年 | 38歳 | 東宮職御用係となる。                                                                                         |
| 明治37年 | 1904年 | 42歳 | 書道雑誌『斯華の友』を創刊する。                                                                             |
| 大正元年 | 1912年 | 50歳 | 『斯華の友』を『書道研究斯華の友』に改名する。                                                               |
| 大正9年  | 1920年 | 58歳 | 三男、小鵞が急死する。                                                                                       |
| 大正11年 | 1922年 | 60歳 | 永眠。 |

## 門弟
鵞堂の主な門弟には中村春堂、高塚竹堂、神郡晩秋、黒木拝石がいる。